# Harland and Wolff

Bandera d'Harland and Wolff.

Harland and Wolff són unes drassanes de renom mundial amb seu a Belfast, Irlanda del Nord, que és especialista en construcció naval, modular, civil, marina, creació de projectes d'enginyeria i desballestament de vaixells. Va ser fundada el 1861, i varen construir nombrosos navilis, la majoria dels quals eren els paquebots per a la companyia White Star Line, amb qui tenien un acord, en particular, el RMS Olympic, el RMS Britannic, i el més famós: RMS Titanic.
Les drassanes van ser nacionalitzades el 1977, però de seguida van tornar a ser privatitzades, el 1989.

## Història

### Fundació i començaments

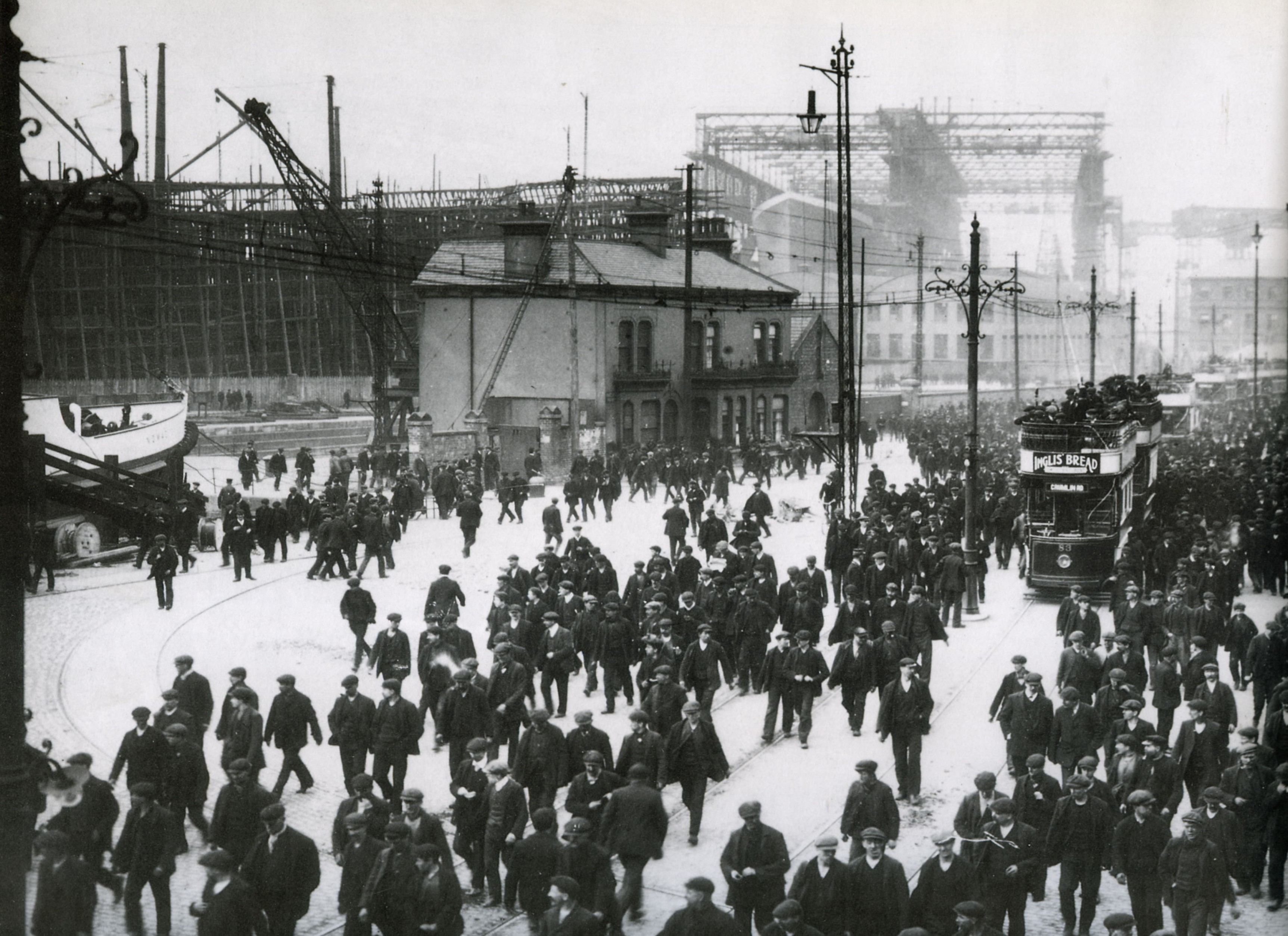
La sortida de les drassanes Harland and Wolff durant la construcció del Titanic

Les drassanes navals Harland and Wolff van ser fundades el 1861 per Edward James Harland (1831-1895) i Gustav Wilhelm Wolff (1834-1913). Harland era llavors treballador d'unes drassanes que es trobaven al mateix lloc sota la direcció de Robert Hickson. Les hi va comprar el 1857 per 5.000 lliures amb l'ajuda de G.C. Schwabe, un armador de Liverpool. Els tres primers navilis són construïts per a la Bibby Line, companyia marítima en què Schwabe és implicat. El 1861, Harland s'associa amb Gustav Wolff, financer alemany d'Hamburg i nebot de Schwabe.
Les drassanes produeixen llavors navilis de bona qualitat, proposant certes innovacions com les cobertes d'acer, que asseguren una major capacitat i solidesa als vaixells. El 1870, les drassanes construeixen un primer vaixell per a la White Star Line: l'Oceanic. De seguida, les drassanes construeixen la major part dels vaixells de la companyia, com el Titanic.
Quan Harland mor, el 1894, William James Pirrie el succeeix fins a la seva mort, el 1924. El seu nebot, Thomas Andrews, pren llavors una plaça predominant dins la concepció dels navilis de les drassanes, i n'esdevé directiu general i arquitecte el 1907. Participa també en la construcció dels Big Four de la White Star.
Les activitats de les drassanes tenen èxit: el 1904, quan la White Star Line entra al si de la Internacional Mercantile Marine Company, Pirrie negocia una cooperació de deu anys amb el trust, assegurant a les drassanes la construcció de tots els navilis de l'IMM i de les seves filials, com la Royal Mail Steam Packet Company.
El 1907, Pirrie i Joseph Bruce Ismay, president de la White Star Line, una de les grans companyies marítimes, decideixen la construcció de tres navilis de dimensions inigualables: l'Olympic, el Titanic i el Gigantic. Aquests vaixells són concebuts per Alexander Carlisle i Thomas Andrews, i construïts del 1908 al 1915. Llur construcció demana la construcció d'un pòrtic Arrol de grans dimensions.
El 1912, Harland and Wolff fan l'adquisició d'una nova drassana a Govan, prop de Glasgow. S'utilitza sobretot per a la construcció de petrolers i de vaixells de càrrega, que no fou abandonada fins al 1962.

### Les dues guerres mundials
Durant la Primera Guerra Mundial, les drassanes Harland and Wolff participen en la força de guerra tot construint dos creuers i navilis de tipus Monitor -construeixen l'HMS Glorius. Una nova drassana és construïda durant aquest període a l'est, a l'altra banda del canal de Musgrave. De seguida, la companyia es llança també a la construcció d'avions en associació amb la societat Short Brothers, formant Short and Harland Limited el 1936. La primera comanda és de 189 bombarders Handley Page Hereford per a la Royal Air Force. Durant la Segona Guerra Mundial, les drassanes produeixen Short Stirling per reemplaçar els Hereford, retirats de servei.
Durant aquest període, les drassanes construeixen també sis portaavions, dos creuers i uns altres 131 vaixells. A més a més, participen en la reparació de 22.000 navilis i produeixen peces d'artilleria. La drassana de Queen's Island fou bombardejada per la Luftwaffe el 1941, i la fàbrica d'avions és destruïda. És durant aquest difícil període que les drassanes arriben a l'efectiu més alt: 35.000 homes en servei.